# Hoắc Dặc
Hoắc Dặc (chữ Hán: 霍弋) là đại thần nhà Thục Hán, Tào Ngụy và Tây Tấn trong lịch sử Trung Quốc.

## Phục vụ Thục Hán
Hoắc Dặc có tên tự là Thiệu Tiên (紹先). Ông là con của Hoắc Tuấn – một trong những tướng lĩnh theo Lưu Bị vào Tây Xuyên và qua đời năm 216.
Năm 221, Lưu Bị lên ngôi hoàng đế, cho Hoắc Dặc làm Thái tử Xá nhân giúp Lưu Thiện.
Năm 223, Lưu Bị mất, Lưu Thiện lên thay, phong ông làm Yết giả. Thừa tướng Gia Cát Lượng bắc phạt đóng quân ở Hán Trung, mời ông đến làm Ký thất, cho ở chung với con trai mình là Gia Cát Kiều để hai người qua lại với nhau.
Năm 234, Gia Cát Lượng qua đời, Hoắc Dặc được phong Hoàng môn thị lang.
Lưu Thiện lập con là Lưu Toàn làm thái tử, phong Hoắc Dặc làm Trung thứ tử. Lưu Toàn ham săn bắn, ra vào vô độ, Hoắc Dặc viện dẫn tích cổ, hết lời khuyên can, mài dũa đưa vào quy củ. Sau đó ông được phong làm Tham Quân tại phủ Đồn Phó Nhị đô đốc tại Lai Hàng, sau đó lại chuyển làm Hộ quân, quản việc như trước.
Lúc đó người tộc thiểu số ở quận Vĩnh Xương không phục nổi dậy, mấy lần tiến đánh quân Thục. Hoắc Dặc kiêm nhiệm chức thái thú Vĩnh Xương, dẫn quân đi đánh, chém được đầu thủ lĩnh của họ, phá tan nhà ấp, quận biên được yên ổn.
Nhờ công lao đó ông được thăng làm Tham quân, Dực quân tướng quân, kiêm chức thái thú Kiến Ninh, còn quản việc Nam Quận.
Năm 263, Hoắc Dặc được thăng làm An Nam tướng quân. Ngụy sai Chung Hội và Đặng Ngải mang quân đánh Thục. Hoắc Dặc nghe tin quân Ngụy tới, muốn trở về Thành Đô cứu, nhưng Lưu Thiện đã định kế hoạch đầu hàng, không nghe theo ông.
Được tin Thành Đô không hề thủ giữ, Hoắc Dặc mặc áo tang gào khóc, cả ba ngày trời không thôi. Các tướng đều khuyên nên mau chóng hàng, ông nói:
"Hiện giờ đường đi cách trở, chưa biết chúa an nguy thế nào, đại địch không biết ra sao, không thể tùy tiện. Nếu chúa thượng và Ngụy hòa, lấy lễ mà đãi, ta sẽ bảo toàn biên cảnh mà hàng, khi đó cũng không muộn. Nếu vạn nhất có điều gì nguy nhục, ta sẽ lấy cái chết cự tuyệt, quan tâm chi đến nhanh chậm!"
Đầu năm 264, sau khi được tin của Hậu Chủ Lưu Thiện đã hàng Ngụy và đi đến Lạc Dương, Hoắc Dặc mới dẫn tướng thủ ở sáu quận dâng biểu lên Tào Hoán, tỏ ý thành thực muốn hàng. Quyền thần nhà Ngụy là Tư Mã Chiêu nghe tin liền phong làm Đô đốc Nam Trung, giữ nguyên đất cũ.

## Phục vụ Tào Ngụy và Tây Tấn
Nghe tin Lã Hưng ở Giao châu giết Tôn Tư giành quyền và bỏ Đông Ngô theo về Ngụy, Tư Mã Chiêu bèn phong Lã Hưng làm thái thú Giao Chỉ (quận lớn nhất Giao châu) và phong Hoắc Dặc làm thứ sử Giao châu nhưng vẫn ở đất Nam Trung, không sang Giao châu và cho được tùy nghi tuyển dụng trưởng lại.
Cuối năm 265, nhà Tấn giành ngôi của nhà Ngụy. Lã Hưng bị thủ hạ là công tào Lý Thống sát hại. Hoắc Dặc điều binh tướng tới cứu viện Lữ Hưng, bình định ba quận Giao Chỉ, Nhật Nam, Cửu Chân, được phong làm Liệt hầu.
Sau đó liên tiếp mấy thái thú Giao Chỉ mà nhà Tấn cử sang đều chết. Hoắc Dặc bèn tiến cử người quận Kiện Vi là Dương Tắc. Tấn Vũ Đế nghe theo, phong Dương Tắc làm thái thú Giao Chỉ.
Sau này không rõ Hoắc Dặc mất năm nào. Ông hoạt động trong hơn 40 năm, từ thời Lưu Bị đến đầu thời Tư Mã Viêm.